# 상상원정대
상상원정대는 2005년 4월 24일부터 10월 16일까지 일밤에서 방영했던 코너로, 전 세계의 놀이공원에서 놀이기구를 타면서 미션을 수행한 프로그램이었다.
한편, 처음의 과학적 상상력을 자극한다는 취지로 출발했으나 놀이기구를 타며 괴로워한 출연자들의 모습을 담는데만 집중했다는 지적을 받았고 결국 2005년 6월 민주언론시민연합 방송모니터위원회로부터 '이달의 유감방송'에 선정된 불명예를 안았다.

## 역대 출연진
- 이경규
- 윤정수
- 정형돈
- 이윤석
- 박수홍
- 이영은
- 정솔희 (호주편에서 영입, 독일편에서 하차)
- 은지원
- 주영훈
- 사강
- 최지연
- 김용만
- 천명훈
- 김형준
- 아유미
- 수진
- 혜승
- 하린

## 에피소드
- 라스베이거스편 - 스트라토스피어 방문
- 대만편
- 시더포인트편
- 호주편
- 독일편 - 유로파파크 방문
- 대한민국편 - 롯데월드, 서울랜드 방문
- 일본편